# Rudolf Killias
Rudolf Killias (* 18. Februar 1943 in Zillis; † 3. Februar 2010 in Zürich) war ein Schweizer Eishockeytrainer, der während seiner Laufbahn unter anderem die Nationalmannschaften der Schweiz und Österreichs trainierte. Auf Vereinsebene war er ebenfalls in beiden Ländern aktiv und führte den EV Innsbruck zum österreichischen Meistertitel.

## Karriere
Der in Graubünden geborene Schweizer war ein Neffe des legendären Bündner Stürmers Richard Torriani. Relativ früh begann Killias seine Trainerlaufbahn; sein erster Erfolg war 1970 der Aufstieg in die Nationalliga A mit dem HC Ambrì-Piotta. Von 1973 bis 1977 war er Schweizer Nationaltrainer, von 1980 bis 1986 stand er als österreichischer Nationaltrainer hinter der Bande. Der größte Erfolg war hierbei die Qualifikation mit der österreichischen Auswahl für die Olympischen Winterspiele 1984 in Sarajevo. Dazwischen hatte der Bündner als Cheftrainer des EHC Arosa und EHC Chur gewirkt, war jedoch bei beiden Stationen vorzeitig seines Amtes enthoben worden. Außerdem betreute er kurzzeitig, im Verlauf der Saison 1986/87, die italienische Nationalmannschaft. 1989 gewann der EV Innsbruck unter Killias den siebten Meistertitel der Vereinsgeschichte. 
Später war Killias unter anderem als technischer Direktor der Federazione Italiana Sport del Ghiaccio, dem italienischen Eissportverband, tätig und amtete als Instruktor der internationalen Eishockey-Föderation. Als Autor veröffentlichte er unter anderem das Werk Powerplay – 100 Jahre Schweizer Eishockey.

## Erfolge und Auszeichnungen
- 1989 Österreichischer Meister mit dem EV Innsbruck